# بريغيه 280 تي
بريغيه 280 تي (بالإنجليزية: Breguet 280T)‏ هي طائرة ركاب، ذات سطحين وبمحرك واحد. أنتجت في فرنسا. من صناعة بريغيه للطيران. كان أول طيران لها في 1928. صنع منها 19 طائرة.